# Joseph Höffner
Joseph kardynał Höffner (ur. 24 grudnia 1906 w Horhausen (Westerwald), zm. 16 października 1987 w Kolonii) – niemiecki duchowny rzymskokatolicki, Sługa Boży Kościoła katolickiego, kardynał, Arcybiskup Kolonii.

## Życiorys
Święcenia kapłańskie przyjął 30 października 1932. 9 lipca 1962 został mianowany biskupem Münsteru, 14 września przyjął sakrę z rąk biskupa Mathiasa Wehra. Uczestniczył w obradach Soboru watykańskiego II. 6 stycznia 1969 został biskupem koadiutorem Kolonii i tytularnym biskupem Akwilei. 24 lutego tego samego roku przeszedł na Arcybiskupstwo Kolonii. 28 kwietnia 1969 Paweł VI wyniósł go do godności kardynalskiej z tytułem prezbitera Sant’Andrea della Valle. W latach 1976–1987 pełnił funkcję przewodniczącego Konferencji Episkopatu Niemiec. Wziął udział w konklawe wybierających Jana Pawła I i Jana Pawła II. W archidiecezji kolońskiej gościł Jana Pawła II podczas jego 1. podróży apostolskiej do RFN 15 listopada 1980. 14 września 1987 zrezygnował z kierowania archidiecezją. Został pochowany w Katedrze św. Piotra i NMP w Kolonii.
W 2003 został pośmiertnie odznaczony medalem Sprawiedliwy wśród Narodów Świata.